# 神宮 (宮崎市)
神宮（じんぐう）とは、宮崎県宮崎市内の地名。大宮地域自治区に属している。神宮1丁目と神宮2丁目、神宮町で構成される。郵便番号は神宮が880-0053、神宮町は880-0054。神宮２丁目のみ住居表示を行う。

## 地理
宮崎市の中心北部、大宮地域自治区に属する。2丁目に鎮座する宮崎神宮を主体に、門前に神宮1丁目、東北方に神宮町をおく。神宮町から住居表示が実施され、大宮地区の多くの地名が生まれた。
北を下北方町、神宮町の東を花ケ島町、神宮の東を神宮東・江平東、南を丸山、西を船塚3丁目・神宮西と接する。

## 地名の由来
- 宮崎神宮が置かれた地にあった「宮崎宮」に由来する。

## 歴史
- 1927年 - 江平町・大字下北方・大字花ヶ島から神宮町、神宮西町、神宮東町が成立。
- 1973年 - 神宮町・下北方町・祇園町・神宮西町・霧島町をもって矢の先町が成立。
- 1974年 - 神宮町・船塚町・神宮西町・霧島町・丸山町・祇園町・下北方町をもって神宮1丁目が成立。
- 1975年 - 神宮町・神宮西町・下北方町をもって神宮2丁目が成立。また、神宮町の一部をから神宮東、船塚が成立。

## 世帯数と人口
2023年（令和5年）9月1日現在の世帯数と人口は以下の通りである。
| 町丁      | 世帯数  | 人口  |
| --------- | ------- | ----- |
| 神宮1丁目 | 466世帯 | 962人 |
| 神宮2丁目 | 210世帯 | 334人 |
| 神宮町    | 35世帯  | 78人  |

## 小・中学校の学区
市立小・中学校に通う場合、学区は以下の通りとなる。
| 町名              | 小学校             | 中学校               |
| ----------------- | ------------------ | -------------------- |
| 神宮1丁目         | 宮崎市立江平小学校 | 宮崎市立宮崎東中学校 |
| 神宮2丁目・神宮町 | 宮崎市立大宮小学校 | 宮崎市立大宮中学校   |

## 交通

### バス
宮交グループの運営するバスが営業している。

### 道路
- 宮崎県道44号宮崎高鍋線
- 宮崎県道332号宮崎神宮線
- 宮崎県道333号下北方古墳線（宮崎内環状線）

## 施設
- 宮崎神宮
  - 宮崎県神社庁
- 宮崎縣護國神社
- 宮崎県総合博物館
  - 宮崎県総合博物館民家園
- 船塚古墳 (宮崎市)